# Hrvatski rukometni portal
Hrvatski rukometni portal je internetska stranica u vlasništvu tvrtke Filip Media d.o.o., a stvorena je 2019. godine. Stranica se bavi isključivo hrvatskim rukometom te prati svakodnevne vijesti i zbivanja koja su povezana s hrvatskim igračima i klubovima. Vijesti na stranici pokrivaju prvu i drugu hrvatsku rukometnu ligu u muškim i ženskim kategorijama te kategorija kao Vremeplov i Legende. Vremeplov je kategorija u kojoj se autori prisjećaju nekih od najzapamćenijih utakmica u povijesti reprezentacije, a Legende opisuju neke od najistaknutijih pojedinaca koji su kroz povijest reprezentacije nastupali za istu. Naglasak stranice ipak je na donošenju svakodnevnih vijesti iz rukometnog svijeta.